# Walker-on-Tyne
Walker-on-Tyne is een voorstad van Newcastle upon Tyne. Het heeft de status van ward (kiesdistrict). De voorstad ligt ten oosten van het centrum van Newcastle; en grenst in het zuiden aan de rivier Tyne.

## Geschiedenis
Er zijn tekenen die wijzen op prehistorische bewoning in wat nu de voorsteden Walker en Walkergate zijn. In de Romeinse tijd liep de Muur van Hadrianus door het gebied. In de 12e eeuw lag hier een dorp.
Rond 1700 begon Walker zich te ontwikkelen tot industriestad. Er werden hier kolenmijnen in exploitatie genomen. In de hoogtijdagen waren er tien in gebruik. Tussen 1809 en 1883 lag hier, als onderdeel van de ijzerproducent Losh, Wilson and Bell, een fabriek die soda produceerde. Tussen 1885 en 1928 bouwde Armstrong Whitworth (vanaf 1927 een onderdeel van Vickers-Armstrongs) schepen aan de oever van de rivier Tyne, vooral oorlogsschepen. Na enkele jaren dicht te zijn geweest, ging de werf in 1934 weer open. Ze bleef in bedrijf tot in 1985.
In de jaren vijftig zette het verval van Walker in. De winning van kolen was al een aflopende zaak; de laatste mijn in de regio Newcastle sloot in 1956. Veel werkgelegenheid ging verloren doordat de scheepsbouw geleidelijk verdween. Momenteel is Walker een van de Engelse plaatsen met de hoogste percentages werklozen en arbeidsongeschikten. Ook de gezondheidstoestand van de bevolking laat veel te wensen over.
In 2007 nam de gemeenteraad van Newcastle een reconstructieplan aan, dat sindsdien in uitvoering is. Huizen in slechte staat worden afgebroken en herbouwd, er komen nieuwe huizen en scholen bij en men probeert nieuwe banen te creëren. Het gebied krijgt ook een nieuw centrum, The Heart of Walker.

## Faciliteiten
In Walker liggen twee parken, het Walker Park en het Walker Riverside Park. Vroeger had de voorstad een vermaarde bibliotheek, de Lady Stephenson Library, maar die is in 2013 gesloten. De sporthal Lightfoot Sports Centre is conform een gemeenteraadsbesluit van 2012 opgeknapt en herdoopt in Walker Activity Dome. De bibliotheek is nu in de Activity Dome ondergebracht.
Walker wordt bediend door de Tyne and Wear Metro, al ligt de dichtstbijzijnde halte, Walkergate, in de gelijknamige voorstad ten noorden van Walker, dus niet in Walker zelf.

## Geboren
- Eric Burdon (1941), zanger (The Animals)[8]